# Бланк (монета)

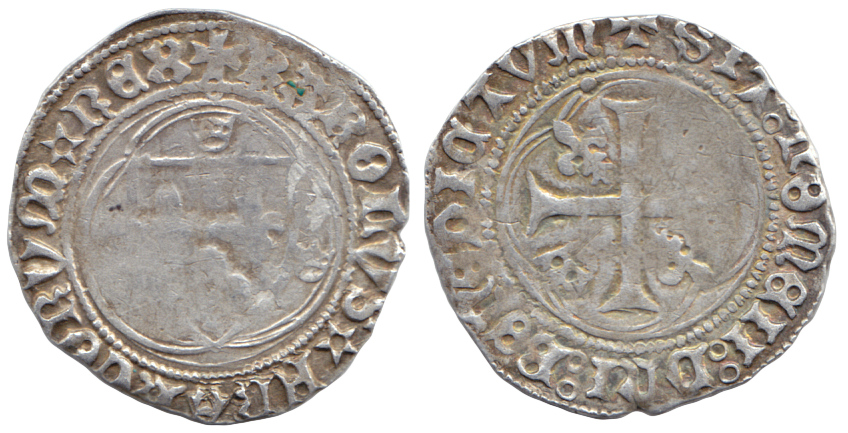
Бланк коронний (Blanc à la couronne), 1483-1498 рр., Карл VIII. Білон 359 проби. Монетний двір міста Шалон-ан-Шампань.

Бланк (фр. blanc, gros blanc) — низькопробний срібний грош, який карбувався у Франції у XIV—XV століттях поряд з турским грошем. Назва походить від білона, з якого карбувалася монета (франц. blanc — білий). Спільним для цього типу монет був рівнобедрений хрест на аверсі, вінок з лілей і напис: «Benedictum sit nomen domini …» (хай буде благословенне ім'я Господнє …) — на реверсі .
Бланку відповідала певну кількість денаріїв, яка змінювалося в залежності від ваги і проби монети.
Бланк був запроваджений в 1352 році королем Франції Іоанном II (1350—1364). Вага — 3, 2 г (1 г срібла). Для подальших випусків характерні такі символи, як сонце, зірка, корона лілія і пр.
Під впливом Франції бланк стали карбувати і в сусідніх країнах. Англійський король Генріх V (1413—1422) почав карбування бланка в 1417 році. У Меці, Кобленці, Рейнберзі бланк випускали майже до кінця XV ст. У Кельні бланками називалися подвійні білі пфеніги (1493).
Пізніше термін «бланк» став загальною назвою різних французьких монет з білого біллона.

## Джерело
- 3варич В. В. Нумізматичний словник. — Львів: «Вища школа», 1978, 338 с.